# Langley Peak
Langley Peak är en bergstopp i Antarktis. Den ligger i Västantarktis. Argentina, Chile och Storbritannien gör anspråk på området. Toppen på Langley Peak är 815 meter över havet, eller 72 meter över den omgivande terrängen. Bredden vid basen är 4,4 km.
Terrängen runt Langley Peak är huvudsakligen kuperad, men åt sydost är den platt. Trakten är obefolkad. Det finns inga samhällen i närheten. 